# تفجير فندق كوي نهون 1965
في 10 فبراير 1965، فجرت قوات الفيت كونغ فندق فيت كوونغ، مقر تمركز الفيلق الجنوبي الأول، في كوي نهون، في محافظة دنه، بألغام تزن مائة رطل من مادة التي إن تي وتسببت في انهيار الفندق بأكمله. وكانت النتيجة مقتل 23 أمريكياً، وجرح 21 آخرين، بالإضافة إلى مقتل اثنين من متمردين الفيت كونغ.

## الهجوم
في تمام الساعة 20:05 أطلق الفيت كونغ هجومهم على الفندق، أثناء الهجوم استطاعت القوات الأمريكية قتل اثنين من متمردين الفيت كونع بنيران المدفع الرشاش الذي وضع على سقف الفندق، ولكن متمدرين الفيت كونغ استاطعوا قتل الحراس الفيتناميين الجنوبيين خارج الفندق ووضعوا المواد المتفجرة عند الباب الرئيسي. وتم تفجير مادة تي إن تي تزن مائة رطل. وتسبب الانفجار في انهيار الفندق بأكمله. وقُتل 21 أمريكي من أفراد مفرزة النقل رقم 140 كما قتل جنديان آخران و 7 مدنيين فيتناميين.

## بعد الهجوم
بعد أن فجرت قوات الفيت كونغ فندق فيت كوونغ، أمر الرئيس ليندون جونسون ببدء «عملية السهم الملتهب 2».